# Al-Farisi
Kamāl al-Dīn Abu'l-Hasan Mohamed al-Fārisī (perzijsko كمال‌الدين ابوالحسن محمد فارسی), perzijski matematik, fizik in astronom, * 1267, Tabriz, Mongolsko cesarstvo, danes Iran, † 1319.
Al-Farisi je podal nov dokaz za Tabitov izrek o prijateljskih številih, in pri tem uporabil nove pomembne metode v zvezi s faktorizacijo in kombinatoriko. Našel je tudi par prijateljskih števil (17.296, 18.416), ki jih običajno pripisujejo Eulerju - verjetno pa sta bili znani že pred al-Farisijem, ali pa ju je poznal že Tabit.
1. ↑  Virtualna mednarodna normativna datoteka — [Dublin, Ohio]: OCLC, 2003.
2. 1 2  MacTutor History of Mathematics archive — 1994.
3. 1 2  JSTOR — 1995. — str. 125.
4. ↑  Complete Dictionary of Scientific Biography — Detroit: Charles Scribner's Sons, 2008. — ISBN 978-0-684-31559-1